# Pertti Pirkola
Pertti Pirkola (Pera Pirkola) är en finsk kompositör och musiker. Han arbetar för tillfället inom reklambranschen.
Pirkola började sin karriär som basist i rockbandet Madness. Musikerbanan tog aldrig fart, utan i stället satsade han på att bli kompositör och har riktat in sig på reklambranschen, där han skrivit musik bl.a. för reklambyråerna Hot Spot och Bob Helsinki. Hans musik har funnits med i några prisbelönta reklamsnuttar. 
Pirkola har också gjort musik för kortfilm (bl.a. den prisbelönta barnfilmen Urpo ja Turpo autiolla saarella), barnteater och ljudböcker. Han har också medverkat på en skiva av Miljoonasade.